# Rondo-uri (Chopin)
Rondo-urile lui Frédéric Chopin au fost compuse și publicate între anii 1825 si 1832. Ele sunt patru la număr.

## Rondo în C minor, Op. 1
Rondo în C minor, Op. 1, pentru pian solo este prima lucrare publicată de Chopin, publicată în 1825  și dedicată "doamnei de Linde", soția directorului liceului la care studiase Chopin.   Piesa conține o schema tonală "neortodoxă (dar complet logică)".  Prima fază începe în C minor, se mută în E major, A ♭ major, apoi înapoi la C minor. A doua fază se mută la D ♭ major, terminând în C minor pentru o declarație finală a temei. 
Chopin a avut premiera la concert la 10 iunie 1825 în sala Auditoriumului din Conservatorul din Varșovia. Spectacolul a obținut o revizuire în Allgemeine musikalische Zeitung din Leipzig (probabil scrisă de profesorul lui Chopin, Józef Elsner), apreciind "bogăția ideilor muzicale". 
Robert Schumann a scris despre acest Rondo în 1832:
„„Prima lucrare a lui Chopin (cred cu tărie că este a zecea) este în mâinile mele: o doamnă ar spune că a fost foarte frumos, foarte picantă, aproape Moschelesc Dar cred că va face. Clara studia, pentru că există o mulțime de spiritul în ea și puține dificultăți, dar mă îndrăgosesc cu umilință să afirm că există între această compoziție și Op. 2 doi ani și douăzeci de lucrări ". ”

## Rondo à la mazur, Op. 5
Rondo à la Mazur în Fa major, Op. 5, a fost scris de compozitorul polonez, Frédéric Chopin în 1826, când avea 16 ani și a fost publicat în 1828. 
 A fost al doilea dintre cele patru rondo-uri și este dedicat contesei Alexandrine de Moriolles, fiica lui Comte de Moriolles, care a fost tutorele fiului adoptat al Marelui Duce Constantin, guvernator al Varșoviei. Este singura dintre cele patru rondo-uri scrise în timpul 2/4. 
Chopin a scris piesa în timp ce studia la Conservatorul din Varșovia. Este o bucată de bravură și, din punct de vedere tehnic, mai sigură decât Op. 1, Rondo în C minor. Profesorul său, Józef Elsner , a scris, de asemenea, două rondo marcate à la mazur , care le-au inspirat titlul, dar Rondo-ul lui Chopin nu afișează influența lui Elsner. În schimb, există o mare parte din originalitatea lui Chopin. 
Tema de deschidere, în F major, este în ritmul unei mazurci. O a doua temă, în B-flat, marcată Tranquillamente e cantabile, apare, înainte de revenirea temei principale. Piesa este notabilă pentru utilizarea foarte timpurie de către Chopin a caracteristicii accentuate a gradului 4 al modului ludian. 
Robert Schumann a auzit pentru prima oară Rondo à la mazur în 1836 și el l-a numit "minunat, entuziast și plin de har. Cel care nu știe încă că Chopin a început cel mai bine să cunoască această piesă".

## Rondo-ul în E-flat major, Op. 16
Rondo în E-flat major, Op. 16, uneori numită Introducere și Rondo, este o compoziție clasică a lui Frédéric Chopin, scrisă în 1833. A fost dedicată lui Caroline Hartmann.
Piesa este scrisă în formă de rondo. Începe cu o introducere pasionată în C minor, urmată de tema principală plină de bucurie în E major. A doua temă este încă plină de viață, dar mai puțin supusă decât prima. În concluzie, tema principală revine, urmată de coda. Piesa ca întreg este variată și interesantă, dar provocatoare pentru pianist. Performanța medie a piesei durează aproximativ 10 minute. 